# 南極石
南極石（なんきょくせき、Antarcticite、アンタークチサイト）とは、ハロゲン化鉱物の1種である。室温環境下で融解することを特徴とする鉱物の1つとして知られる。

## 組成・関連鉱物種
南極石は塩化カルシウム6水和物の化学組成を持つハロゲン化鉱物である。天然で産出する塩化カルシウムの鉱物は、南極石のほかには2水和物のシンジャル石 (Sinjarite) しか知られていない。また、この2種のどちらかに分類される可能性がある野外名のハイドロフィル石 (Hydrophilite) がある。
| 元素名 | 南極大陸 ドンフアン池 | アメリカ合衆国 ブリストル湖 | CaCl2・6H2O |
| ------ | --------------------- | --------------------------- | ----------- |
| Ca     | 17.5                  | 17.25                       | 18.29       |
| Na     | 0.34                  | 0.30                        |             |
| Mg     | 0.41                  | 0.015                       |             |
| K      | 0.008                 |                             |             |
| Fe     |                       | 0.003                       |             |
| Al     |                       | 0.002                       |             |
| Si     |                       | 0.003                       |             |
| Cl     | 32.7                  | 33.14                       | 32.37       |
| H2O    | 49.2                  | 49.27                       | 49.34       |
| 合計   | 100.1                 | 99.98                       | 100.00      |

## 産出地
南極石は、名前の通り南極大陸で産出が報告されたのが最初である。主に以下の産地が存在する。
- 南極大陸ヴィクトリアランドドンフアン池（原産地）[1][7]
- アメリカ合衆国カリフォルニア州ブリストル湖[1]
- 南アフリカ共和国リンポポ州Driekop鉱山[1]

その他ロシアの2ヶ所、オーストラリア、中華人民共和国のそれぞれ1ヶ所ずつでも産出が報告されている。また、バハマ、カナダ、ノルウェーでも産出している可能性がある。
地球外では、火星のコロンビア丘陵でも火星探査車スピリットによる調査で報告されている。

## 名称
南極石は先述の通り、1963年に日本の探検家鳥居鉄也が南極大陸のドンファン池で発見し、発見した池の名を採ってドンファン石 (Donjuanite) という名称で登録申請が出された。しかし「ドンファン」の発音がスペインの伝説のプレイボーイであるドン・ファンと同じになるため却下された。小坂丈予は自らの恩師の南英一にちなみ「南石」という名前にしようとしたが、南教授が辞退したため、1965年に南極石として登録された。南石という名前は南教授の死後、小坂によって万座温泉で発見された鉱物に付けられた（ただし、現在はソーダ明礬石-2cと改称され、独立種としては登録を取り消されている）。なおドンファン池の名称はドン・ファンではなく、発見者のドン・ロー (Don Roe) とジョン・ヒッキー (John Hickey) に因む。

## 性質・特徴
南極石は約25℃で融点に達し、液体化する鉱物である。室温程度で融解する鉱物は、融点が0℃の氷 (Ice) と、-38℃の自然水銀 (Mercury) しかなく、非常に珍しい。有史以前より知られていたこれら2種と異なり、新種として報告されたのは南極石が最初である。鉱物は固体の結晶物質という定義があるが、報告された場所は低温環境下であり、固体として産出するため、この定義には抵触しない。
南極石は天然環境下では最大で15cmの針状結晶で産出する。モース硬度が2から3の柔らかいガラス光沢を持つ。色は固体、液体共に無色透明である。質量の半分が水であり、比重は1.7とかなり軽い。高湿度の大気中では潮解し、50℃以上で脱水し4水和物となる。
原産地である南極大陸のヴィクトリアランドにあるドンファン池は、塩分濃度が40%に達する塩湖であり、水温-51.8℃でようやく凍結する。湖水には1kgあたり413g (3.72mol) の塩化カルシウムと29g (0.50mol) の塩化ナトリウムが含まれている。ドンファン池の南極石は、湖水が低温化したり蒸発した際の沈殿物として結晶化したものである。この結晶には、-0.1℃以下の低温環境下でのみ安定の鉱物である加水岩塩 (Hydrohalite・NaCl・2H2O) が含まれている。アメリカのブリストル湖に産出する南極石も沈殿物によるものと考えられており、岩塩、石膏、天青石に伴って産出する。また、南アフリカ共和国のDriekop鉱山では、石英結晶中に含まれている流体包有物 (Fluid inclusions) に含まれている。

## 用途・加工法
南極石は希産であるため、直接的な用途はない。しかし約25℃で融点に達する珍しさから、その希産性もあいまって鉱物標本としての販売がされている。ただしそれは採集が制限されている南極大陸のものではなく、アメリカ合衆国のブリストル湖産のものである。また室温で液体化するため、通常は瓶に入れられて販売されている。
その他、除湿剤として使われている塩化カルシウムと水(精製水)を1：1の割合で透明になるまで加熱すると出来上がる。